# مون‌تیون
مون‌تیون (به فرانسوی: Monthyon) یک کمون در دپارتمان سن-ا-مرن در منطقه ایل-دو-فرانس در شمال مرکزی فرانسه است. این کمون محل زندگی اوژن باخ دوست نقاش معروف ونسان ون گوگ بوده‌است.